# Selección de bandy de los Países Bajos
La selección de bandy de los Países Bajos representa a los Países Bajos en el deporte del bandy.
El equipo hizo su debut al campeonato internacional en el Campeonato Europeo de Bandy de 1913 en Davos, Suiza. Sin embargo, los Países Bajos no compitieron en el Campeonato Mundial de Bandy antes de la década de 1990, incluso si el bandy en realidad se ha jugado con más o menos regularidad en los Países Bajos desde principios del siglo XX. Holanda participó en su primer torneo del Campeonato del Mundo en 1991 y ha estado asistiendo a los torneos con regularidad desde el campeonato de 2003.
Para el Campeonato del Mundo de 1991, el equipo tenía las tradicionales camisetas naranjas neerlandesas, pero antes los colores de la bandera.
El 6 de enero de 2014, los holandeses ganaron un torneo de cuatro naciones en Davos, una celebración del centenario del Campeonato de Europa de 1913. Los otros equipos fueron República Checa, Hungría y Alemania. Holanda también participó en la Copa Davos 2016.
El equipo actual está controlado por Bandy Bond Nederland.